# Distrito de Mamit
Mamit (en hindi; ममित जिला ) es un distrito de India en el estado de Mizoram . 
Comprende una superficie de 3 026 km².
El centro administrativo es la ciudad de Mamit.

## Demografía
Según censo 2011 contaba con una población total de 85 757 habitantes.